# Deutsche Keramische Gesellschaft
Die 1919 gegründete Deutsche Keramische Gesellschaft e. V. (DKG) mit Hauptsitz in Köln ist mit mehr als 600 persönlichen und mehr als 250 institutionellen Mitgliedern die mitgliederstärkste keramische Vereinigung in Europa und eine der ältesten keramischen Gesellschaften weltweit. Die DKG ist sowohl technisch-wissenschaftlicher Verein als auch Berufsverband. Ihr Vereinsziel ist es, die Entwicklung der gesamten Keramik und angrenzender Bereiche zu fördern. Die DKG ist Gründungsmitglied der European Ceramic Society (ECerS).

## Aufgaben und Aktivitäten
Die Aufgabe des Vereins ist satzungsgemäß „die Förderung der gesamten Keramik in technischer, wissenschaftlicher und künstlerischer Beziehung.“ Heute gliedern sich die Aktivitäten der Gesellschaft in vier Hauptbereiche:
- Forschung und Entwicklung
- Aus- und Weiterbildung
- Dialog und Diskussion
- Kunst, Design und Kultur.

In den insgesamt 15 Fach- und Gemeinschaftsausschüssen werden gemeinschaftliche Forschungsvorhaben vorbereitet, teilweise in Kooperation mit anderen Vereinen und Verbänden. Dabei steht die Lösung von grundlegenden industriepraktischen, aber auch theoretischen Problemstellungen, die die gesamten keramischen und angrenzenden Fachgebiete betreffen, im Vordergrund. Die Forschungsförderung sowie die Koordination der Forschungsprojekte erfolgen durch die eigenständige Forschungsgemeinschaft der Deutschen Keramischen Gesellschaft e. V. (FDKG). Innerhalb der Gesellschaft gibt es mit dem Arbeitskreis Kohlenstoff, der auch Teil der European Carbon Association (ECA) ist, sowie dem 2008 gegründeten Expertenkreis Keramikspritzguss zwei weitgehend eigenständige Fachausschüsse.
Die DKG und die angeschlossenen Ausschüsse organisieren Fachtagungen, Fortbildungsseminare und Messen. Eine zentrale Veranstaltung ist die traditionelle DKG-Jahrestagung, auf der Vorträge zu aktuellen Themen aus allen Bereichen der Keramik gehalten werden. Außerdem ist die DKG Mitherausgeberin von zwei Verbandszeitschriften – der anwendungsnahen Ceramic Forum International (cfi) / Berichte der Deutschen Keramischen Gesellschaft sowie dem wissenschaftlichen Journal of Ceramic Science and Technology.

## Gesellschaftsorgane
Die satzungsgemäßen Gesellschaftsorgane des Vereins sind die Mitgliederhauptversammlung, der Vorstand, der Leiter der wissenschaftlichen Arbeiten sowie die Geschäftsführung. Die Mitglieder der DKG wählen auf den Hauptversammlungen während der Jahrestagung den Vorstand, der sich aus bis zu 20 Personen zusammensetzen kann. Der Vorstand ist für die programmatische und inhaltliche Konzeptionierung der Tätigkeiten der DKG, den Etat sowie die Verwaltung des Gesellschaftsvermögens verantwortlich. Der Leiter der wissenschaftlichen Arbeiten ist Mitglied des Vorstandes sowie Mitglied des Präsidiums. Seine Aufgabe ist die Umsetzung des Gesellschaftszwecks auf wissenschaftlichem Gebiet. Für das Tagesgeschäft ist die Geschäftsführung zuständig. Bei zustimmungspflichtigen Entscheidungen wird das Präsidium zurate gezogen, das sich aus fünf Vorstandsmitgliedern zusammensetzt.

## Geschichte
Der Beschluss zur Gründung der Deutschen Keramischen Gesellschaft wurde am 29. September 1919 gefasst. Im Zuge einer Umstrukturierung ging die DKG aus der seit 1913 bestehenden und eigenständigen technisch-wissenschaftlichen Abteilung des Verbandes Keramischer Gewerke (VKG) hervor. Wesentlicher Grund für die Ausgründung der DKG war die Erhaltung der Wettbewerbsfähigkeit der deutschen Industriebetriebe durch eine Zusammenführung der Forschungsaktivitäten. Die Ausgründung wurde durch Philipp Rosenthal, damals Vorsitzender des Verbandes Keramischer Gewerke, maßgeblich vorangebracht.
1921 wurde der erste Lehrstuhl für Keramik in Deutschland an der Technischen Hochschule Berlin-Charlottenburg eingerichtet. Die Chemisch-Technische Versuchsanstalt der Königlichen Porzellanmanufaktur in Berlin wurde als Hochschulinstitut anerkannt und erhielt die Berechtigung, Diplom- und Doktorarbeiten anzunehmen.
Nach dem Zweiten Weltkrieg wurde die DKG wie auch alle anderen Verbände zwangsaufgelöst. Eine Neugründung erfolge am 19. März 1949 in Bonn. Die DKG wurde im folgenden Jahr in die europäische Vereinigung Keramischer Verbände (CIC) aufgenommen. In kurzer Folge wurden mit Unterstützung der DKG die keramischen Hochschulinstitute in Aachen, Berlin, Clausthal, Erlangen und das Institut für Silicatforschung in Würzburg neu- oder wiedereröffnet. Schwerpunkt der Förderung durch die DKG wurden Ausbildung und Forschung ebenso wie die Unterstützung des keramischen Kunsthandwerks und der internationalen Vernetzung der deutschen Keramik. In den 60er Jahren rückte die interdisziplinäre Forschung verstärkt in den Fokus der DKG. Im Zuge der Deutschen Wiedervereinigung wurde ab 1989 der Austausch mit den Neuen Bundesländern wieder erfolgreich aufgenommen.

## Mitglieder
Mitglieder sind neben 500 Personen auch ca. 140 Unternehmen, ca. 60 Hoch- und Fachschulen, Institute und weitere Einrichtungen. Außerdem bestehen Kooperationen mit 18 nationalen und internationalen Industrie- und Forschungsverbänden.

## Persönlichkeiten
- Hermann Fellinger, ehemaliges Vorstandsmitglied
- Helmut Lehmann. ehemaliger Präsident